# Lyssomanes pescadero
Lyssomanes pescadero là một loài nhện trong họ Salticidae.
Loài này thuộc chi Lyssomanes. Lyssomanes pescadero được Mauricio Jiménez & Tejas miêu tả năm 1993.